# Dissenso
Il dissenso è un sentimento o una filosofia attraverso cui si manifesta disaccordo oppure opposizione nei confronti di un'idea (ad esempio l'orientamento politico di un governo) o nei confronti di un'entità (ad esempio una personalità politica o un partito che propugna una determinata idea). Fra i termini che si contrappongono al concetto di dissenso si annoverano il consenso, che si manifesta quando tutte (o quasi) le "parti" sono d'accordo su qualcosa, oppure l'assenso, che si manifesta quando una certa parte concorda su una proposizione affermata da un'altra parte.

## Descrizione
Secondo lo storico russo Roy Medvedev, il dissidente non è semplicemente colui che la pensa diversamente, bensì colui che esprime esplicitamente tale disaccordo e lo manifesta in qualche modo ai suoi concittadini e allo Stato.
Il dissenso può essere manifestato in molti modi. In alcuni sistemi politici può essere espresso in forma ufficiale dalle forze dell'opposizione, mentre i regimi repressivi di solito proibiscono e reprimono qualsiasi forma di dissenso, provocando in questo modo l'insorgere di varie forme di attivismo. In questi contesti le persone che non si adeguano o non sostengono le politiche dello stato sono solitamente definite dissidenti, o, in casi estremi, nemici dello stato.
Molti storici e studiosi di politica sostengono che una società che ha raggiunto un alto livello di benessere ha interesse non solo a garantire la libera espressione del dissenso, ma addirittura ad incoraggiarla. In questo modo categorie e gruppi sociali che si sentono poco rappresentati dalla classe politica, o comunque poco partecipi dei processi decisionali, hanno la possibilità di esprimere, seppure in forma critica, il proprio parere, portando così le proprie istanze all'attenzione della pubblica opinione.
Il dissenso artistico infine si distingue da quello politico perché non è legato necessariamente a dei periodi di crisi e/o di aperta lotta, ed è caratterizzato da una prospettiva di permanente, sistematica revisione dei codici e dei segni affermatisi all'interno di una data cultura, da cui il carattere sostanzialmente dissidente di ogni forma artistica di ricerca autentica nel suo apporsi allo status quo.